# Mercedes Bustelo
Mercedes Bustelo (Montevideo, 9 de septiembre de 1981) es una artista visual, gestora cultural y docente uruguaya. Directora del Museo Zorrilla de la Dirección Nacional de Cultura del Ministerio de Educación y Cultura del Uruguay desde 2014 a 2021. Actualmente es responsable del Área Investigación y Publicaciones del Instituto Nacional de Artes Visuales (DNC-MEC) y docente en la Universidad Católica del Uruguay.

## Biografía
Bustelo es Licenciada en Artes Visuales egresada del Instituto de Bellas Artes de la Universidad de la República. Realizó el posgrado internacional en Gestión y Política en Cultura y Comunicación (FLACSO – Sede Argentina) y el Postgrado de Especialización en Educación Artística por el Centro de Altos Estudios Universitarios de la Organización de Estados Iberoamericanos.
Fundó y codirigió la galería de arte contemporáneo Marte Upmarket (2005-2010). Fue miembro de Marte Centro Cultural (colectivo de artistas, 2010-2013) y de Madreselva (Asociación de Intercambios Culturales, Uruguay-Italia).
Asumió como Directora del Museo Zorrilla en 2014, cargo que ocupó hasta agosto de 2021.
Actualmente se desempeña como responsable del Área Investigación y Publicaciones del INAV (DNC-MEC) y como docente en la Universidad Católica del Uruguay en la Licenciatura en Artes Visuales. 
Exhibe de forma individual y colectiva desde 2004, participando de muestras en Uruguay, Argentina, Brasil, Chile, Ecuador, Italia, Suecia y Estados Unidos, entre otros. Artista residente en Europa a través de premios y becas. Su trabajo forma parte de colecciones privadas de Argentina, Brasil, Italia y Uruguay.

## Exposiciones
- Protect me from what I want

## Premios
- 2008 Primer Premio Tracce dell’italianità in Uruguay